# ام۱۹۱۹ برونینگ
ام۱۹۱۹ برونینگ (به انگلیسی: M1919 Browning) تیربار متوسط کالیبر ۵۱×۷٫۶۲ میلی‌متر ناتو است که جان برونینگ طراح سلاح آمریکایی در سال ۱۹۱۹ آن را طراحی کرد. این تیربار در طول قرن بیستم مورد استفاده نیروهای مسلح آمریکا و کشورهای دیگر دنیا قرار داشت و در نقش‌های مختلفی از جمله سلاح پشتیبان پیاده‌نظام، مسلسل خودروهای زره‌پوش جنگی، سلاح هواگردها و مسلسل ضدهوایی به کار گرفته شد.
ام۱۹۱۹ در نیمه دوم قرن بیستم در بسیاری از کشورها با مسلسل‌های جدیدتری چون ام۶۰، اف‌ان ام‌آژ و ام‌ژ۳ جایگزین شد اما هنوز هم در برخی نقاط دنیا مورد استفاده قرار می‌گیرد. ام۱۹۱۹ شباهت بسیار زیادی به تیربار سنگین ۱۲٫۷ م‌م ام۲ برونینگ دارد که آن را هم جان برونینگ طراحی کرده، با این تفاوت که بسیار کوچکتر از آن است. این سلاح علاوه بر آمریکا، در سوئد (کارخانه کارل گوستاف) و بلژیک (فابریک ناسیونال) هم تحت لیسانس آمریکا تولید می‌شد و لهستانی‌ها هم پیش از جنگ جهانی دوم کپی بدون مجوزی از آن را می‌ساختند.
جان برونینگ این سلاح را با تکامل طرح دیگری از خود به نام ام۱۹۱۷ برونینگ اختراع کرد. ام۱۹۱۷ برخلاف ام۱۹۱۹ با آب خنک می‌شد و در نتیجه سنگین‌تر بود. ام۱۹۱۹ برونینگ برای شلیک فشنگ‌های ۰۶-.۳۰ اسپرینگفیلد (۷٫۶۲x۶۳ م‌م) فشنگ استاندارد آمریکایی‌ها در آن دوران ساخته شد اما مدل‌های صادراتی و تولیدات کشورهای دیگر با کالیبرهای دیگری هم ساخته شدند. پس از پایان جنگ جهانی دوم هم تعدادی از آن‌ها به فشنگ ۷٫۶۲x۵۱ م‌م فشنگ استاندارد ناتو تغییر کالیبر دادند. آمریکایی‌ها و دیگر نیروهای متفقین به طور گسترده‌ای از این مسلسل در جنگ جهانی دوم و جنگ کره استفاده کردند. در جنگ ویتنام هم هرچند مسلسل چند منظوره و سبک‌تر ام۶۰ جای ام۱۹۱۹ را در بسیاری از نیروها گرفته بود اما مسلسل‌های برونینگ هم همچنان مورد استفاده قرار می‌گرفتند و از جمله نیروی دریایی آن‌ها را بر روی قایق‌های رودخانه‌ای خود نصب کرده بود.